# Die Neue Zeit

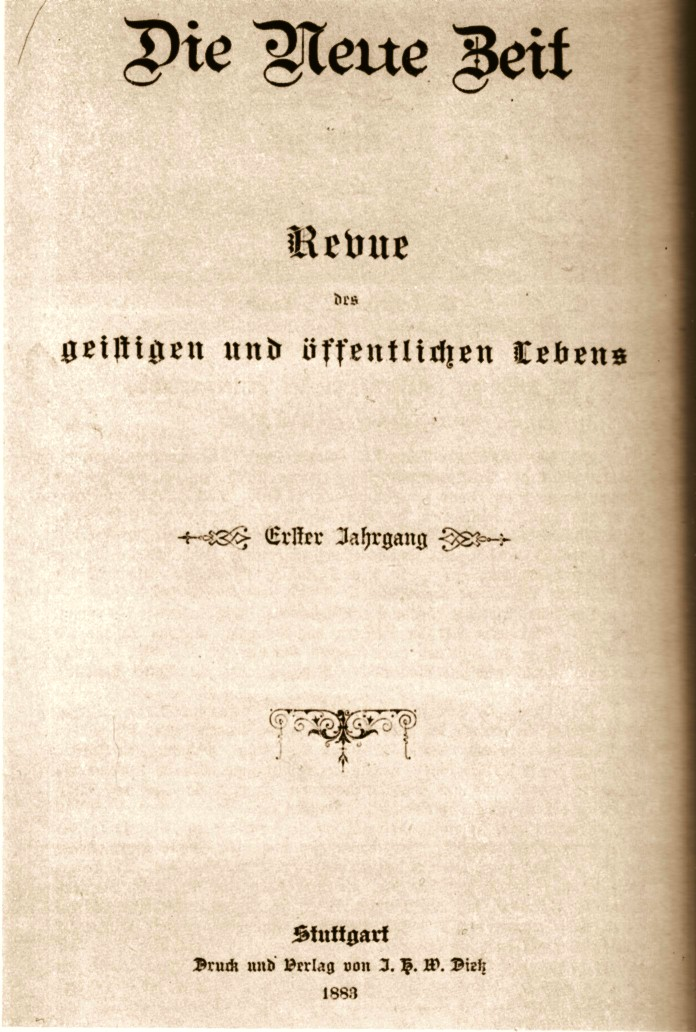
Die Neue Zeit (capa de 1883).

Die Neue Zeit ("Os Novos Tempos") foi a revista teórica mais importante do Partido Social-Democrata da Alemanha (SPD) de 1883 a 1923, com sede em Estugarda. Contou com textos fundamentais de Karl Marx e Friedrich Engels. Fundado e dirigido até 1917 por Karl Kautsky e Emanuel Wurm. Antes da Primeira Guerra Mundial, a revista foi palco central de importantes debates teórico-práticos sobre o marxismo e o socialismo científico na Alemanha. A revolucionária Rosa Luxemburgo também contribuiu, e Franz Mehring teve uma grande influência na orientação da revista entre 1891 e 1914, quando foi afastado pela mudança de posição revisionista assumida por Paul Ernst, Friedrich Stampfer e outros. Depois que Kautsky e Wurm deixaram o SPD em 1917, Heinrich Cunow, importante teórico marxista, etnólogo e professor da Escola do Partido do SPD, assumiu como editor-chefe. Em 1923, devido à Hiperinflação na República de Weimar, a revista foi interrompida.

## Lista de autores (selecionados)
| - Edward Aveling - August Bebel - Max Beer - Eduard Bernstein - Wilhelm Blos - Heinrich Cunow - Gustav Eckstein - Friedrich Engels - Konrad Haenisch - Rudolf Hilferding - Henriette Roland Holst - Karl Kautsky - Minna Kautsky - Paul Lafargue - Hope Bridges Adams Lehmann - Paul Lensch - Wilhelm Liebknecht | - Hugo Lindemann - Rosa Luxemburgo - Hendrik de Man - Karl Marx - Eleanor Marx - Franz Mehring - Anton Pannekoek - Parvus - Georgi Plechanow - Bruno Schoenlank - Friedrich Schrader (Konstantinopel, Berlin) - Friedrich Adolf Sorge - Ferdinand Tönnies - Manfred Wittich - Luise Zietz - Clara Zetkin |